# Akodon iniscatus
Akodon iniscatus е вид бозайник от семейство Хомякови (Cricetidae).

## Разпространение
Видът е разпространен в Аржентина и Чили.